# Tadeusz Grygiel
Tadeusz Grygiel, né le 3 février 1954, est un ancien joueur de basket-ball polonais. Il évolue au poste d'arrière.

## Palmarès
- Champion de Pologne 1977, 1979, 1980, 1981